# صمون
 الصمّون أو الصمون الحجري هو نوع من أنواع الخبز العراقي التقليدي ويمتاز بطعمه الفريد وهشاشة تكوينه. يُصنع الصمون في أفران تقليدية من الحجر وتوقد بالنفط أو الغاز.

## طريقة تحضيره
تُصنع العجينة من طحين القمح والملح والخميرة والماء وتعجن جيداً ومن ثم تقطع على شكل كرات صعيرة بحجم قبضة اليد تقريبا وتشكل لاحقا باليد بشكل ماسي تقريباً على قطعة خشبية طويلة كتلك الموجودة في مطاعم البيتزا الإيطالية وأحيانا يمكن إضافة السمسم قبل ادخاله الفرن ليعطيه طعم مغاير. يؤكل الصمون طازجاً مع معظم المأكولات العراقية فتكاد لا تخلو الموائد العراقية منه.

إعداد الصمون العراقي
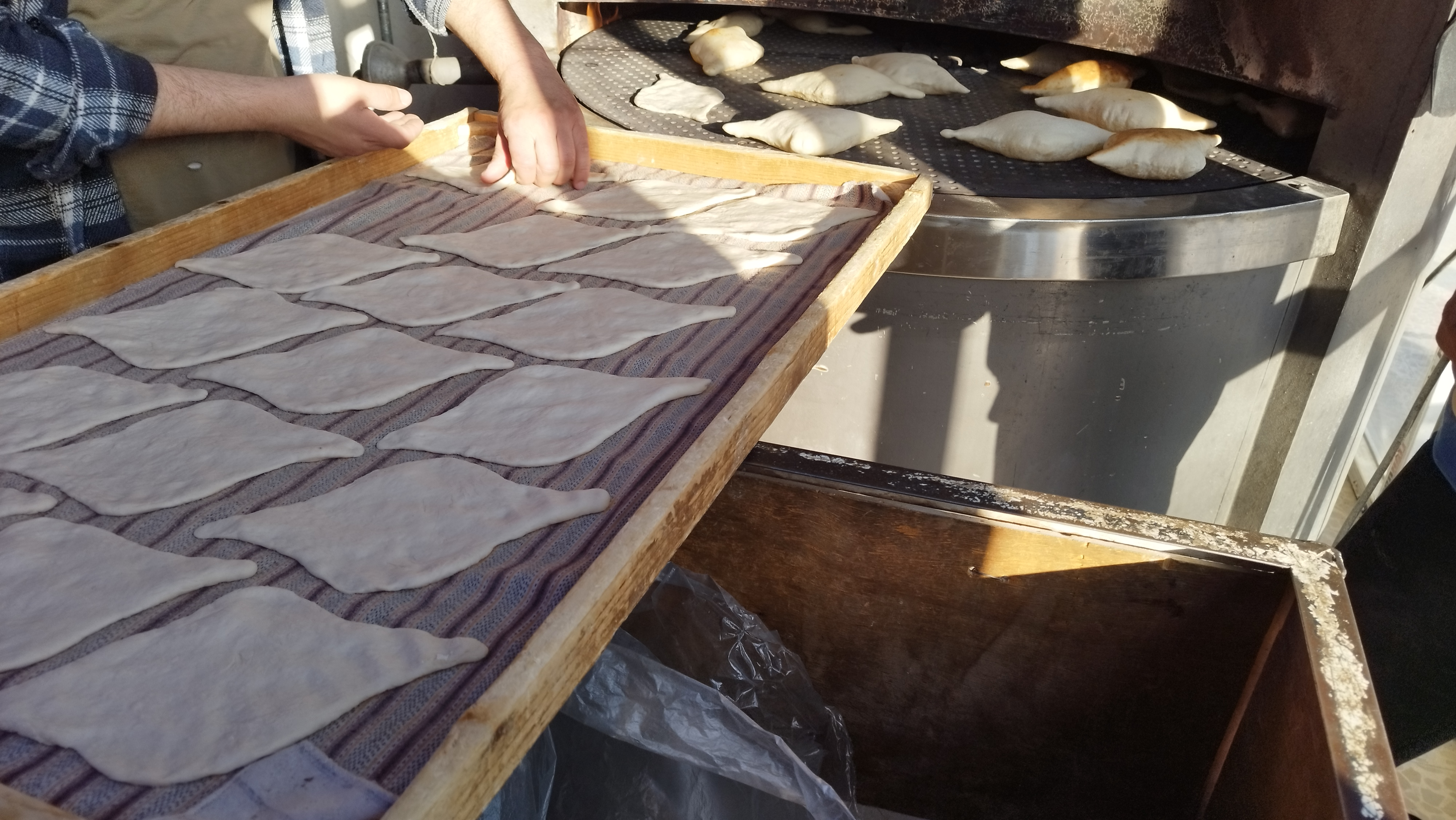
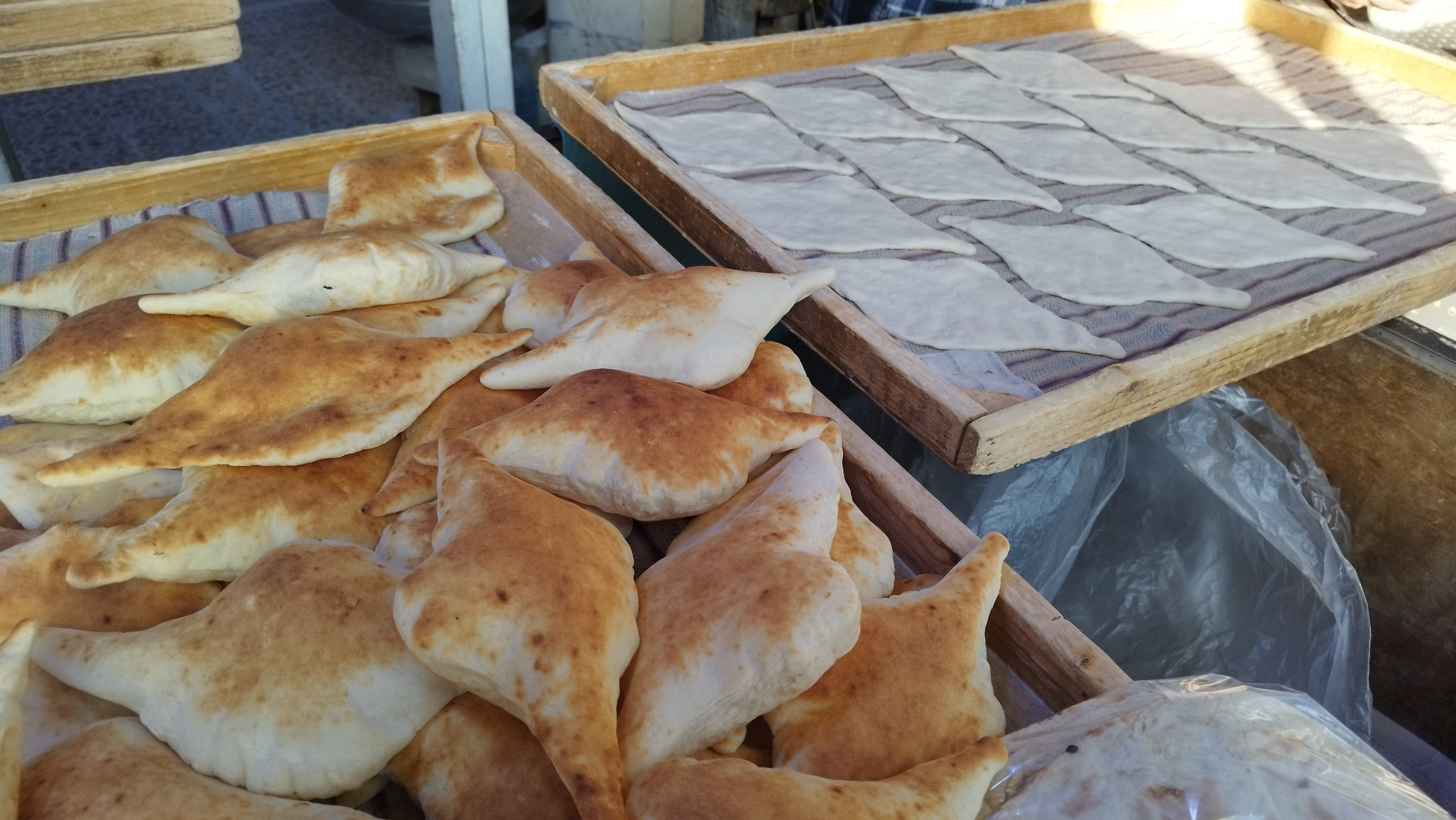
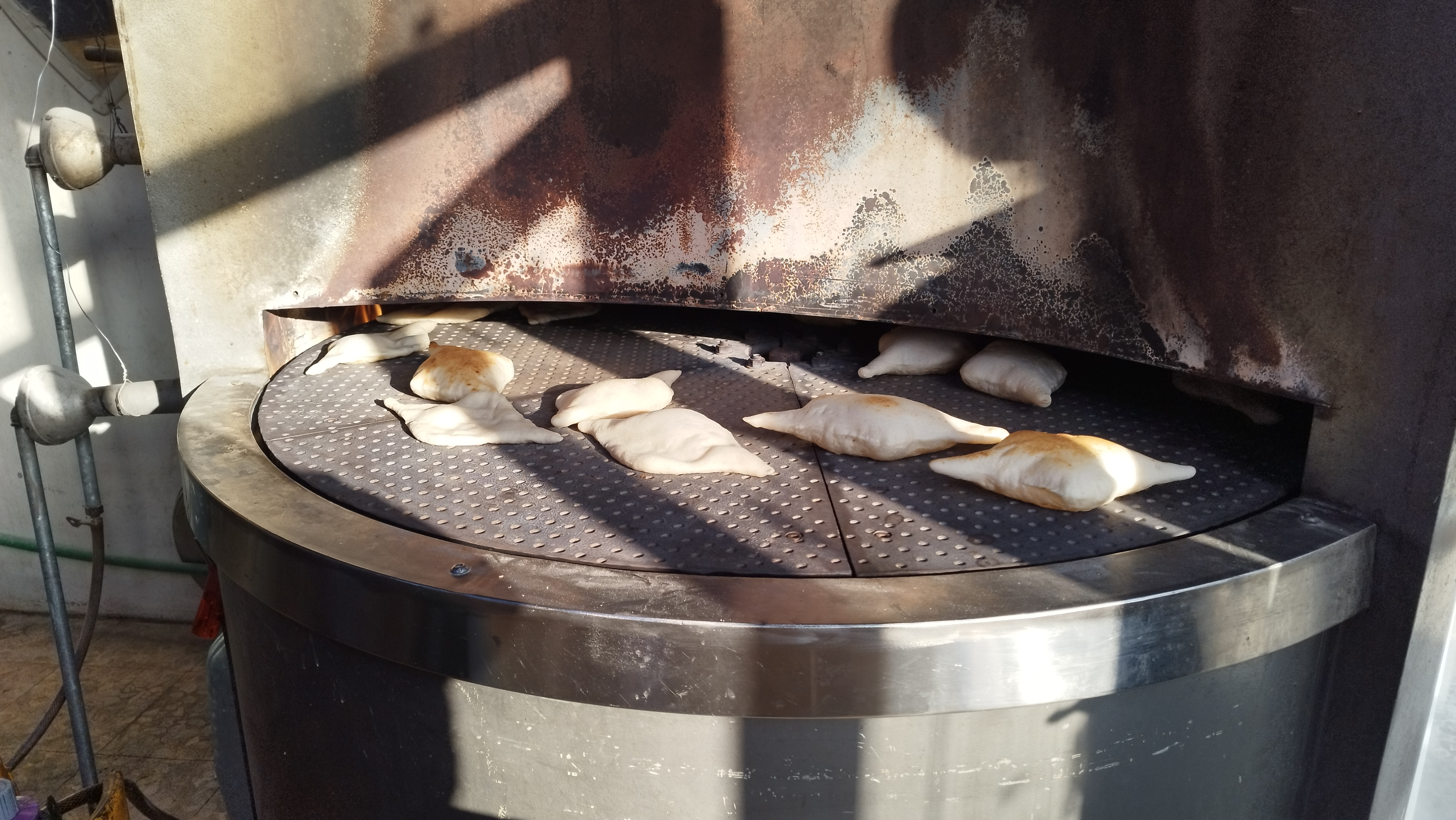
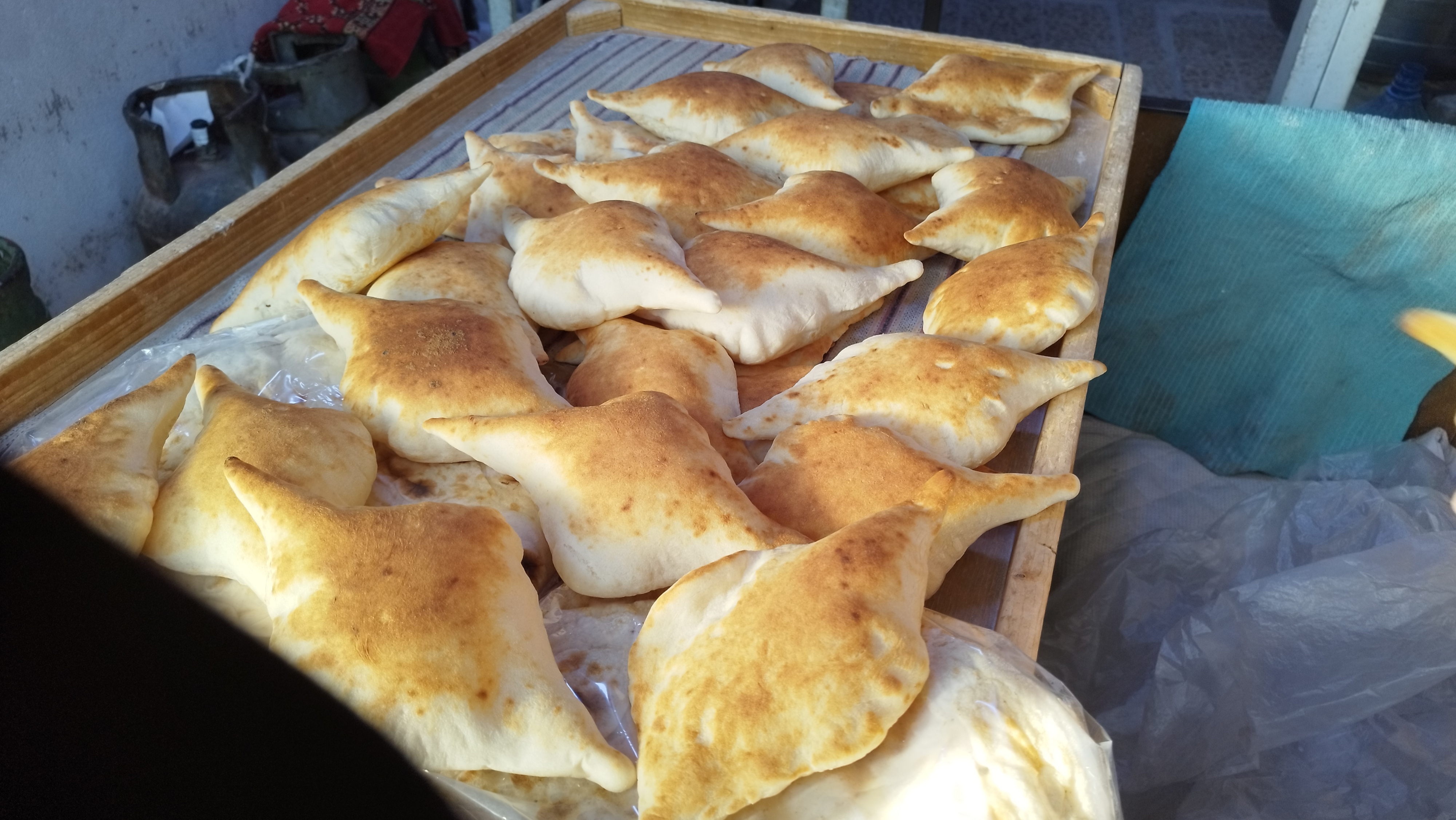

## التأثيل
أصل كلمة صمولة أو صامولة عثماني من صومون. ويُقال له صُمن أو الواحدة صمنة في سورية.